# Plaza Bolívar (Lima)
La plaza Bolívar es una plaza ubicada en los Barrios Altos del centro histórico de Lima, capital del Perú. Es también conocida como plaza del Congreso o plaza de la Inquisición por ubicarse en ella tanto el edificio del Congreso de la República del Perú como el antiguo local del Tribunal del Santo Oficio de la Inquisición (actual Museo de la Inquisición y el Congreso).
Se encentra en la cuadra 2 de la avenida Abancay, a tres cuadras al este de la plaza Mayor de Lima. El monumento a Simón Bolívar, líder de la independencia de seis países americanos (Venezuela, Colombia, Ecuador, Panamá, Perú y Bolivia), motiva que, en los aniversarios patrios de dichas naciones, se realicen homenajes en esta plaza.

## Historia
La plaza es una de las más antiguas de la ciudad, ya que existe desde el siglo XVI. En los primeros años de vida de la ciudad, durante el siglo XVI, existió en ella un estanque de poca profundidad lo que motivó que su primer nombre fuera justamente plaza del Estanque. Durante el gobierno del virrey Diego López de Zúñiga y Velasco, conde de Nieva, se construyó una caja de agua (llamada plaza de la Caridad por la iglesia Santa María de la Caridad que se construyó durante esos años) como parte de su proyecto de proveer a la ciudad con agua potable.
También se le conocía como plaza de Nicolás de Rivera el Mozo, ya que en la década de 1560 se ubicaba en ella la propiedad de este personaje en el solar ubicado en el frente sur de la plaza. Durante el gobierno del virrey Andrés Hurtado de Mendoza, segundo marqués de Cañete, se dispuso la construcción en su frente oriental de la casa de mestizas San Juan de la Penitencia.

En 1562 se construyó en ese mismo solar la iglesia y hospital de Santa María de la Caridad. Posteriormente, en 1577, se ubicó el local de la Universidad Nacional Mayor de San Marcos. Esto hizo que a la plaza le correspondieran también los nombres de plaza de la Caridad y plaza de la Universidad. Hacía fines del siglo XVI, con la institución en Lima de la Inquisición se denominó a la plaza como plaza de las Tres Virtudes Cardinales o, más comúnmente, como plaza de la Inquisición. Esta última forma se sigue utilizando en la actualidad.

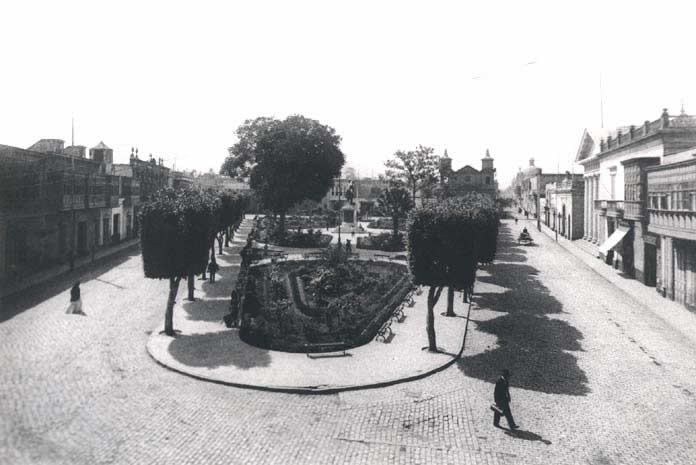
Vista de la plaza Bolívar en el. Nótese al fondo las torres de la iglesia de Santa María de la Caridad y a la derecha las columnas del antiguo local de la Inquisición.

Durante la época virreinal, la plaza tenía una forma trapezoidal, ensanchándose hacia su frente oriental. En el centro de la misma existía una fuente que tenía origen en la caja de agua que mandó construir el virrey conde de Nieva, y que en cuyo centro se levantaba una cruz de piedra. Las fuentes de aquellos años señalaban que la existencia del mercado de abastos ofrecían una vista muy desagradable y descuidada. En el año 1822, al instalarse el Congreso Constituyente del Perú en el local de la Universidad, se dispuso el traslado del mercado. A partir de ese hecho, la plaza fue rebautizada por Bernardo de Monteagudo como plaza de la Constitución. Este nombre fue establecido mediante decreto promulgado el 6 de julio de 1822.

Art. 1: La plazuela nominada antes de la Inquisición, se llamará en lo sucesivo PLAZUELA DE LA CONSTITUCIÓN.
Art. 2: En su centro se levantará una columna por el modelo de la columna Trajana, y con las modificaciones del diseño que se dé, restableciéndose cerca de su base la fuente pública que antes existió allí.
Art. 3: La columna será coronada por una estatua pedestre que represente al Protector del Perú, señalando el día en que proclamó su libertad, realzado en el pedestal con caracteres de oro.
Art. 4: En la base se inscribirá el día en que se instale el Congreso Constituyente del Perú.

El 12 de febrero de 1825, el Congreso modificó su decisión al disponer que en dicha plaza se ubicará ya no un monumento en honor del libertador José de San Martín sino uno en honor de Simón Bolívar. Como vemos por el decreto anterior, la plaza estuvo destinada a recordar la figura de José de San Martín. Sin embargo, el primer Congreso Constituyente le cambió el destino al disponer, el 12 de febrero de 1825, la colocación de un monumento a Simón Bolívar.

Art. 2: Se erigirá en la plaza de la Constitución un monumento con la estatua ecuestre del Libertador, que perpetúe la memoria de los heroicos hechos con que ha dado la paz y la libertad al Perú.

### Monumento a Simón Bolívar

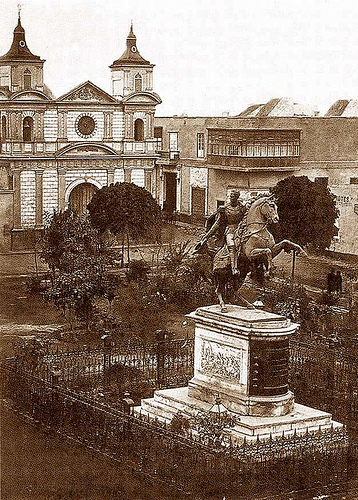
Vista de la plaza Bolívar y del Monumento a Simón Bolívar en el siglo XIX, nótese al fondo la Iglesia de Santa María de la Caridad.

El 8 de diciembre de 1825 se colocó la primera piedra del proyectado monumento a Bolívar. La ceremonia se inició a las 5 p. m. en el Palacio de Gobierno del Perú desde donde se dirigieron a la plaza de la Constitución. Este monumento recién se terminó más de treinta años después. En 1853 el Congreso realizó un concurso, y la escultura ganadora llegó al Callao en 1859. Este monumento motivó que, desde mediados del siglo XX, la plaza fuera conocida como plaza Bolívar.

### Ampliación
A inicios del siglo XX, la fisonomía de la plaza cambió sensiblemente, ya que no solo se amplió la misma, sino que además se derruyeron los edificios que antiguamente albergaban a la iglesia y el hospital de Santa María de la Caridad, y parte de la UNMSM, para la futura construcción del Palacio Legislativo del Perú, trazándose la segunda cuadra del  jirón Simón Rodríguez, y la segunda y tercera cuadra del jirón Andahuaylas. En su frente sur, solo se mantuvo en pie la fachada del Senado de la República, antiguo Tribunal de la Inquisición, cuya fachada virreinal fue modificada en el año 1897, siendo reemplazada por la actual, de estilo neoclásico.
En 1947 la plaza fue sustancialmente transformada al iniciarse los trabajos de ensanchamiento del jirón Abancay (hoy avenida). En los años 80, a raíz de los constantes ataques terroristas que se dieron en el país, con la finalidad de evitar atentados en el local del Congreso, la plaza Bolívar fue enrejada y cercada y su acceso restringido. En 1997 el Congreso instituyó la ceremonia del izamiento del pabellón nacional con la participación de los presidentes de las comisiones parlamentarias. Sin embargo, esta ceremonia cayó en desuso rápidamente.

## Cripta del soldado desconocido
El 13 de mayo de 2002 se inauguró, en medio de una ceremonia, la cripta del soldado desconocido. El soldado desconocido es un joven combatiente peruano, muerto durante la guerra del Pacífico a la edad de dieciséis años. Su cadáver fue encontrado durante excavaciones que se realizaron en el Morro Solar, ubicado en el actual distrito de Chorrillos. Se concluyó que el soldado desconocido luchó durante la defensa de Lima, participando en la batalla de San Juan y Chorrillos, el 13 de enero de 1881, bajo las órdenes de Andrés Avelino Cáceres.
Los restos arqueológicos hallados conservaban el uniforme militar peruano y mostraban que el soldado ya no poseía municiones al momento de su muerte. Falleció de un balazo en el abdomen y fue rematado por golpes de fusil en la cabeza, también se encontró parte del uniforme del Colegio Externado Santo Toribio junto a él. En honor de este soldado desconocido se construyó una cripta en esta plaza. La construcción de la cripta estuvieron dirigidas por el arquitecto Jorge Orrego. A la ceremonia de inauguración acudieron el entonces presidente del Perú, Alejandro Toledo, y Carlos Ferrero Costa, presidente del Congreso.

## Galería

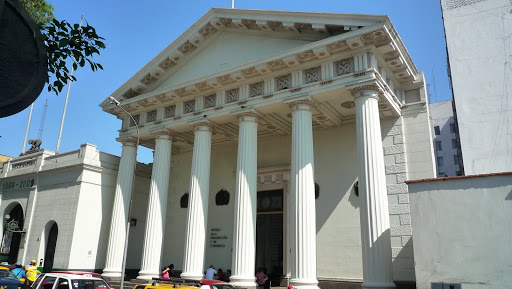
Tribunal de la Inquisición en Lima
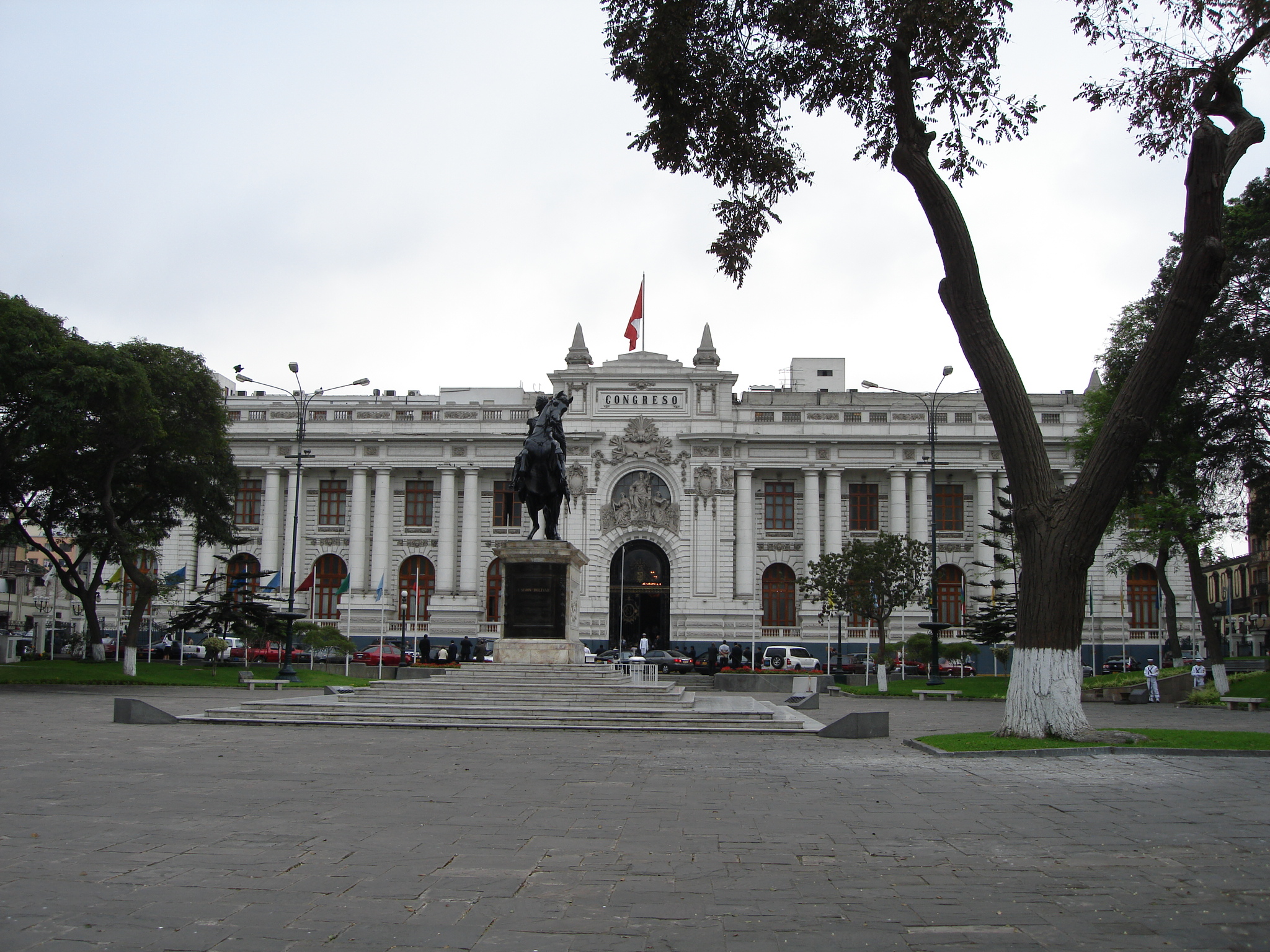
Palacio Legislativo
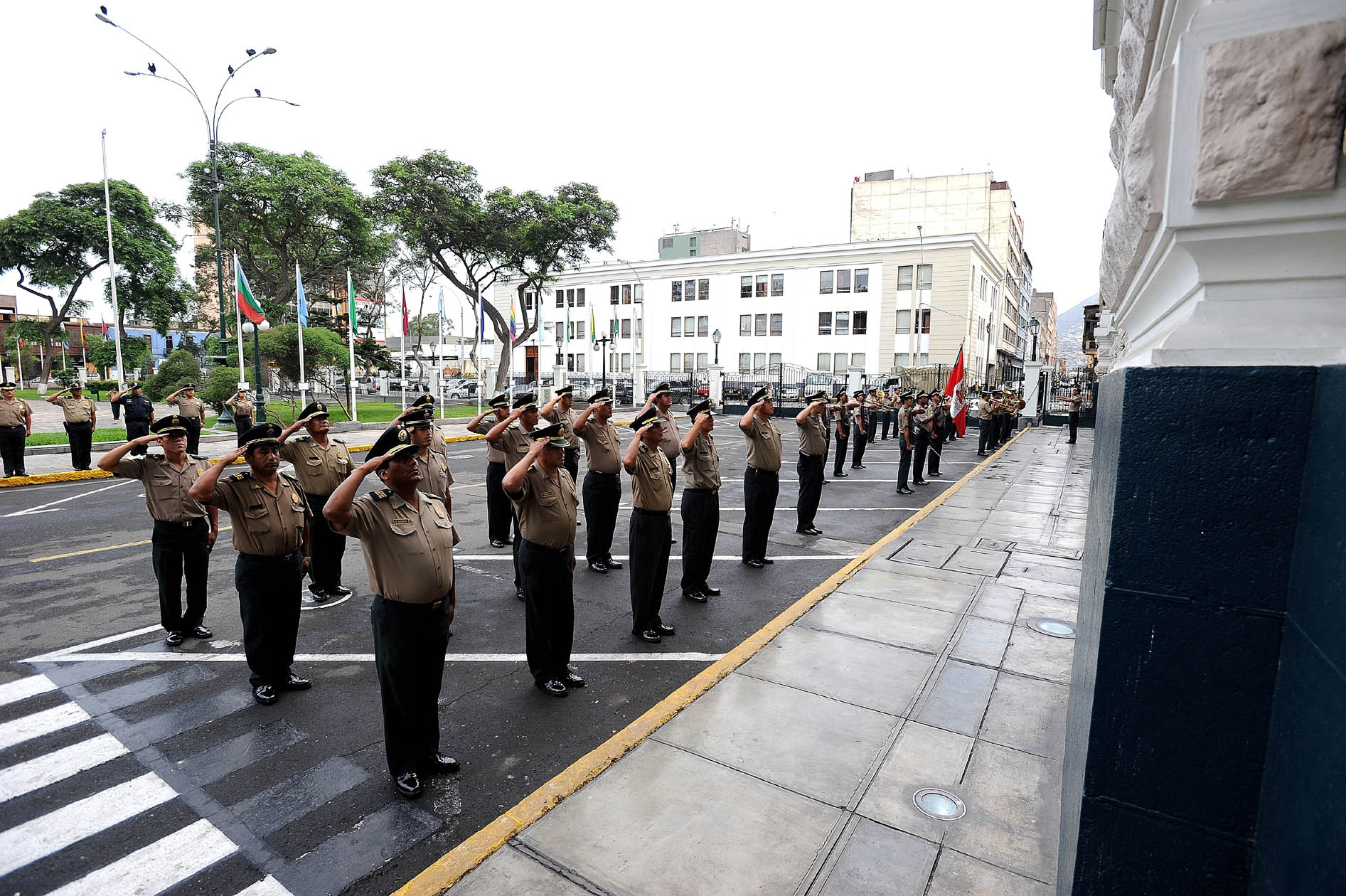
Edificio Víctor Raúl Haya de la Torre
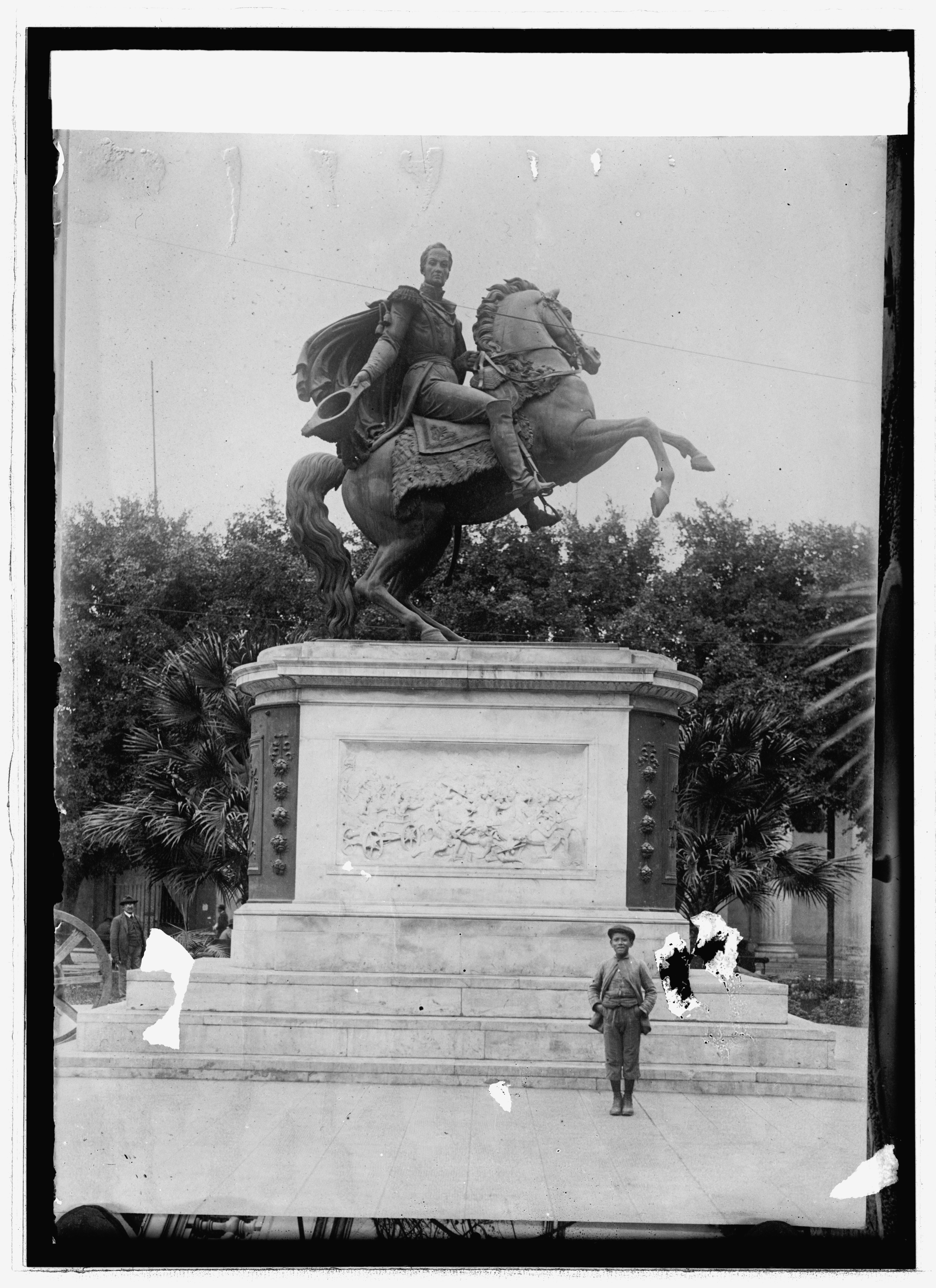
Monumento a Simón Bolívar